# Cataonia (bướm đêm)
Cataonia là một chi bướm đêm thuộc họ Crambidae.

## Các loài
- Cataonia erubescens (Christoph, 1877)
- Cataonia mauritanica Amsel, 1953